# عزلة المربعة (ذمار)

تعديل مصدري - تعديل

عزلة المربعة هي إحدى عزل مديرية وصاب العالي في محافظة ذمار اليمنية، وبلغ تعداد سكانها 4265 نسمة حسب التعداد السكاني في اليمن لعام 2004.
وهي إحدى عزل مخلاف بني مسلم.

## روابط خارجية
- الجهاز المركزي للإحصاء بالجمهورية اليمنية
- المركز الوطني للمعلومات باليمن
- World Gazetteer:Yemen
- الدليل الشامل